# Roman Träger
Roman Träger, kryptonimy: „As”, „Junior”, „T-2” (ur. 17 marca 1923 w Bytomiu, zm. 21 marca 1987 w Bydgoszczy) – polski oficer wywiadu.

## Życiorys
Syn Augustyna Trägera, oficera Oddziału II Sztabu Generalnego. Po wybuchu II wojny światowej rodzina Trägerów na potrzeby konspiracji wykorzystując swoje austriackie pochodzenie przyjęła obywatelstwo niemieckie. Augustyn Träger został członkiem organizacji Miecz i Pług, gdzie pełnił funkcję szefa wywiadu. Roman Träger został wcielony do Wehrmachtu i pełnił służbę wartowniczą w formacji stacjonującej na wyspie Uznam, równocześnie był zakonspirowanym agentem wywiadu Armii Krajowej. Podczas służby udało mu się uzyskać szczegółowe informacje dotyczące przeprowadzanych tam przez III Rzeszę produkcji i testów broni rakietowej V-1 i V-2. Sporządził dokładny raport i przekazał go ojcu, który przedostał się do Warszawy i podczas spotkania z szefostwem sieci wywiadu ofensywnego Komendy Głównej Armii Krajowej używającym kryptonimu „Lombard” przekazał raport Romana Trägera. Jego kopia trafiła do rządu Rzeczypospolitej Polskiej na uchodźstwie, który przekazał go komórce wywiadowczej wojska brytyjskiego. W efekcie lotnictwo brytyjskie w nocy z 17 na 18 sierpnia 1943 roku dokonało udanego nalotu na zakłady lotnicze w Peenemünde (patrz: operacja Crossbow).

## Losy kopii raportu
Raport Romana Trägera był sporządzony w kilku egzemplarzach, cztery mikrofilmy zawierające szkice wstępne zostały sporządzone przez Armię Krajową na potrzeby wydziału „Arka”, który zbierał informacje dotyczące hitlerowskiego przemysłu zbrojeniowego. Kolejna kopia zawierała szczegółowe informacje dotyczące zakładów lotniczych w Peenemünde i została przekazana wywiadowi brytyjskiemu, który po ich powieleniu i wykorzystaniu ukrył je. Wszystkie kopie brytyjskie uważa się za utracone, z czterech kopii będących w posiadaniu „Arki” jedna była przechowywana w domu Hanny Szczepkowskiej-Mickiewicz i Adama Rymwida-Mickiewicza i uległa zniszczeniu. Była przechowywana w piwnicy, która po wkroczeniu Armii Czerwonej służyła za latrynę, po jej uprzątnięciu okazało się, że kopia została z nieczystościami wywieziona na wysypisko śmieci. Druga kopia Armii Krajowej została zakopana w ziemi i wskutek działań wojennych nie udało jej się odnaleźć. Trzeci egzemplarz zniszczył po zakończeniu wojny przechowujący go żołnierz Armii Krajowej, który obawiał się rewizji NKWD i UB. Czwarty egzemplarz przetrwał zaszyty w gorsecie Hanny Szczepkowskiej-Mickiewicz, mimo wielokrotnych przeszukiwań ich mieszkania i aresztowaniu Adama Rymwida-Mickiewicza, który opuścił więzienie dopiero w 1953. Dla zachowania pozorów Hanna Szczepkowska-Mickiewicz używała gorsetu na co dzień, przez to zaszyta kopia była narażona na bezpośrednie działanie potu. Mikrofilm wydobyła z bielizny dopiero w 1991, część materiałów okazała się wówczas nieczytelna. Podjęto prace restauracyjne, które trwały osiem lat, po ich zakończeniu udało się odzyskać znaczną część zapisów.
Roman Trager po 1948 był pracownikiem „Telfy” i innych zakładów. Był konstruktorem i racjonalizatorem w dziedzinie teletechniki, zmarł mając 64 lata w Bydgoszczy i spoczął na Cmentarzu Nowofarnym.